# Шарль Луї Леритьє де Брютель
Шарль Луї Леритьє де Брюте́ль (фр. Charles Louis L'Héritier de Brutelle, 15 червня 1746 — 16 серпня 1800) — французький ботанік і суддя.

## Біографія
Шарль Луї Леритьє де Брютель народився в Парижі 15 червня 1746 року у заможній родині. У 26 років він отримав посаду наглядача вод та лісів у  регіоні Парижа, що було порівняно високою адміністративною посадою. У 1775 році Шарль Луї Леритьє де Брютель отримав нову урядову посаду: він був призначений суддею в Парижі.

## Наукова діяльність

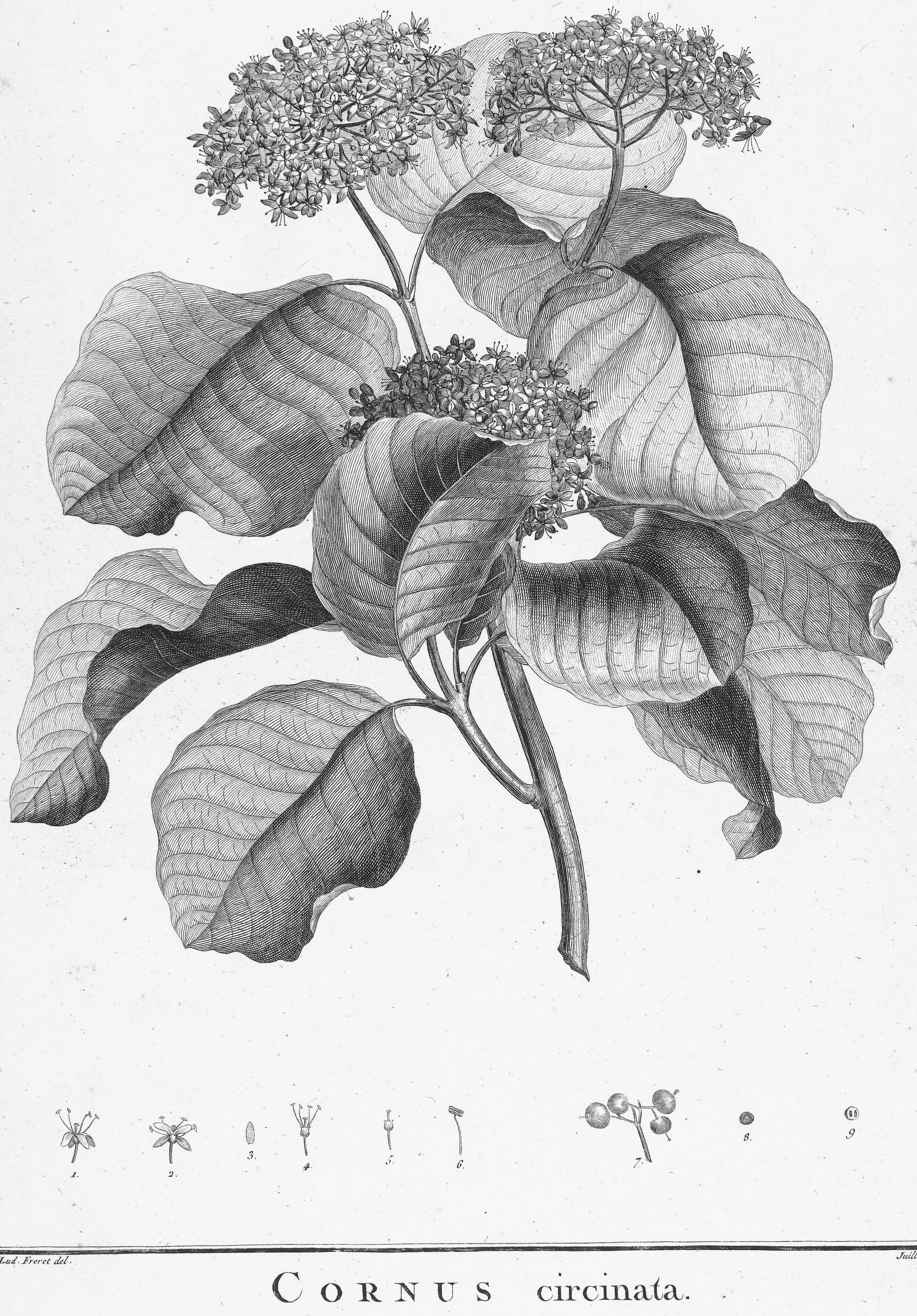
Cornus rugosa. Ілюстрація з роботи Cornus: specimen botanicum sistens descriptiones et icones specierum corni minus cognitarum, 1788

Шарль Луї Леритьє де Брютель проводив різноманітні дослідження дерев та кущів своєї країни. Леритьє де Брютель цікавився також екзотичною флорою. Карл Людвиг Вільденов (1765—1812) та Огюстен Пірам Декандоль (1778—1841) признали та оцінили його ботанічні праці. Шарль Луї Леритьє де Брютель зробив значний внесок у ботаніку, описав багато видів рослин. Він спеціалізувався на папоротеподібних та на насіннєвих рослинах. Починаючи з 1795 року, Шарль Луї Леритьє де Брютель був членом Французької академії наук. Після своєї смерті 16 серпня 1800 року Шарль Луї Леритьє де Брютель залишив гербарій із приблизно 8000 видів рослин та велику ботанічну бібліотеку.

## Смерть
Шарль Луї Леритьє де Брютель був вбитий невідомим біля свого будинку. Цей злочин ніколи не був викритий. Після смерті вченого його гербарій із 8000 видів рослин був проданий швейцарському ботаніку Огюстену Піраму Декандолю і зараз знаходиться в Женеві.

## Наукові праці
- Stirpes Novae aut minus cognitae, quas descriptionibus et iconibus illustravit... Paris, ex typographia Philippi-Dionysii Pierres (1784)[6].
- Sertum anglicum.
- Geraniologia, seu Erodii, Pelargonii, Geranii, Monsoniae et Grieli, Historia iconibus illustrata, Parisii, Typo Petri-Francisci Didot (1787—1788)[7].
- Cornus: specimen botanicum sistens descriptiones et icones specierum corni minus cognitarum, Parisiis, Typis Petri-Francisci Didot, (1788)[8].
- "Mémoire sur un nouveau genre de plants appelé Cadia", Magasin encyclopédique, (1795).

## Почесті
Рід рослин Heritiera Ait. родини Мальвові був названий на його честь.
На його честь були також названі такі види рослин: Monsonia lheritieri DC., Sarcocaulon lheritieri Sweet и Eugenia lheritieriana DC..